# Salsa (dans)

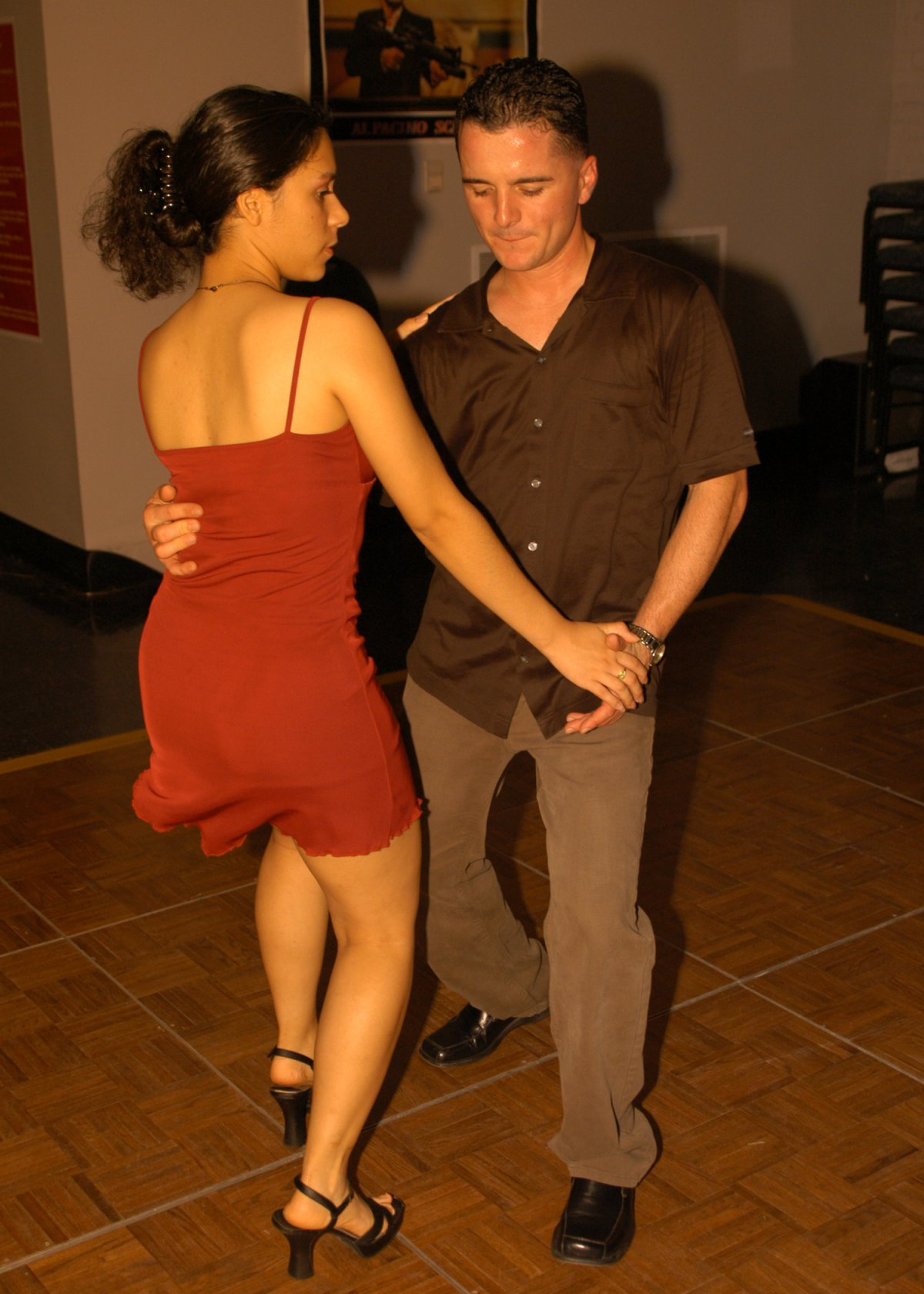
Ett par dansar salsa.

Salsa är en dans som dansas till salsamusik. Med ursprung i latinamerikanska folkdanser och via USA under 1970-talet har den uppnått stor internationella spridning.
Dansen erbjuder en rik flora av olika stilar från till exempel Dominikanska republiken, Colombia, Kuba, Puerto Rico och USA men dansen är idag så internationaliserad att den inte förknippas med något enskilt land.
Salsan är en improviserad pardans, men det förekommer också koreografier baserade på pardansturer och enskild dans i form av ekvilibristiska stegkombinationer (så kallade shines) och utmanande och energiska kroppsrörelser (så kallad despelote)

## Olika dansstilar
Grundstegen i salsa spänner över två takter à fyra slag; dessa åtta taktslag utgör även cykeln för clave-rytmen, kärnan i salsamusiken. Dansarna utför sex steg med alternerande fotnedsättningar, till exempel vänster-höger-vänster under första takten och höger-vänster-höger under den andra. Detta är gemensamt för alla stilarna inom salsa. Det finns ett flertal stilar. Dessa skiljer sig sinsemellen dels i hur man gör fotnedsättningarna i grundsteget och dels i turer och kroppsrörelser. Alla kan dansas till all sorts salsamusik, även om musikens betoningar ibland kan göra en viss salsastil mer naturlig. De tre huvudstilarna är Casino, Kubansk salsa som är en blandning av linjestil och casino och cross body-stil eller linjestil (inklusive NY-stilen, LA-stilen och puertoricansk stil). Ibland nämns colombiansk salsa som en tredje huvudstil inom salsan.

### Casino
I casino som har utvecklats från Danzon till Son och Casino. I Casino roterar paret tillsammans medurs. Turerna innefattar ibland komplicerat inslingrade armfattningar men för det mesta priorerar man att dansen har ett flyt. I Casino leder föraren följaren och släpper bara varandra vid enstaka stunder.
Det första steget tas framåt på första taktslaget, sedan tas första steget på andra taktslaget.

#### Singeldans
Dans i singel utförs i form av despelote samt steg och kroppsrörelser hämtade från afrokubanska danser som Yambú, Guaguancó och Columbia (dans).

#### Rueda de casino
I kubansk Casino kan flera par bilda en ring, rueda de casino, och simultant utföra steg som ropas ut av en deltagare. Varje tur som används i en viss rueda har ett namn och ofta en handsignal. Turnamnen varierar mellan olika ruedagrupper - ett namn kan ibland betyda olika saker i olika grupper. Med hjälp av vissa namn som brukar betyda ungefär samma sak i olika ruedor och full uppmärksamhet på hur andra gör kan dock även folk som tidigare inte dansat ihop utföra en enklare rueda. Man byter mycket ofta partner genom att följarna roterar medurs.

### Linjestil

#### New York-salsa
Salsan som utvecklats i New York dansas på en linje och partnerna byter ofta plats - medelst en tur som kallas cross body lead - i stället för att rotera kring varandra. Damerna rör sig längs en tänkt linje och herrarna för. Damerna snurrar ofta flera varv i linjens ena ändpunkt. På engelska benämns stilen New York style eller NY style. 

#### Eddie Torres-stilen
Salsaikonen Eddie Torres har utvecklat en stil som på engelska benämns Break on 2, NY style eller Eddie Torres style. Stilen innebär att dansarna tar ett mindre första steg på första taktslaget och sedan ett stort steg där kroppens rörelesriktning ändras (en så kallad break) på andra taktslaget, i stället för att som i de andra stilarna direkt ta ett stort break-steg. Eddie Torres-stilen dansas alltså på taktslagen 1, 2 och 3, men riktningsbytet sker inte på det första steget, utan på tvåan.

#### Palladium-stilen
På klubben Palladium i New York utvecklades en salsastil där dansarna tar första steget på det andra taktslaget. Varianten kallas ofta för "On 2". Stegen hamnar alltså på taktslagen 2, 3 och 4.

#### Los Angeles-salsa
I Los Angeles dansas salsa liksom i New York på linje, fast första steget hamnar på det första taktslaget. Den spektakulära och utsvävande stilen är känd under den engelska beteckningen LA style.

#### Puertoricansk salsa
Även den puertoricanska salsan dansas på linje. Den företräds av bland andra Felipe Polanco, som tar första steget på andra eller sjätte taktslaget, beroende på hur clave-rytmen låter.

### Colombiansk salsa
I den colombianska salsan betonas alla taktslagen. Det är den mest energiska formen av salsa, och den innehåller få komplicerade turer men mycket fotarbete.

### Blandad stil
Många dansare blandar de olika salsastilarna. Salsan har inga strikta regler för vilket slags turer som får ingå, så inspiration hämtas även från hip-hop, tango, samba, balett etcetera. Och är även en populär dans runt världen.

## Salsan i Sverige
Latino-vågen inom västerländsk popmusik i slutet av 1990-talet gav salsan i Sverige ett första riktigt uppsving. En avmattning skedde sedan inte minst på grund av att det åtminstone utanför Stockholm och Göteborg visade sig vara svårt att skapa hållbara former för dansträffar, med en salsapublik som önskade nattklubbsmiljö utan att konsumera de alkoholhaltiga drycker som kunde göra kvällarna inkomstbringande. Under salsaarrangemang spelas även musik från andra, besläktade genrer, bland annat för att locka dit även folk som inte kan dansa salsa. Sedan mitten av decenniet 2000 är det reggaeton som vunnit mest mark. Andra genrer som förekommer är zouk, merengue och bachata, och i dessa sammanhang får ordet salsa ibland, felaktigt, fungera som samlingsnamn för de olika stilarna. Salsamiljön växer igen, där pardans-boomen som inspirerats av tv-shower som Let's dance ofta framhålls som en viktig faktor. För att hitta till salsaevenemang i Sverige finns det en ideell rikstäckande salsasida SalsaSverige.
En viss tävlingsverksamhet förekommer, och är till viss del riksomfattande. Det finns ingen organisation med officiellt mandat att arrangera Sverigemästerskap, men salsaklubben La Isla genomför ett evenemang som de benämner Salsa-SM. Årligen hålls också uttagning till World Salsa Championships i Göteborg.
SDR Svenska danspedagogernas riksförbund arrangerar också salsatävlingar med Svenska Mästerskap för dansare över och under 16 år. De som erövrar mästerskapstitlar får representera Sverige i VM och EM samt World Cup inom IDO Internationella Dansorganisationen.

### Stockholm
Stockholmsområdet utgör Sveriges mest aktiva salsaregion. Professionella grupper från Stockholm har gett Sverige internationell uppmärksamhet som salsanation. För att hitta till salsaevenemang i Stockholm finns en ideell salsasida salsaistockholm.com.

### Västsverige
Göteborg och Västsverige är också en aktiv salsaregion med många olika kursgivare och arrangemang. 
På sista tiden har Göteborg blivit allt mer känt tack vare Salsacongress Scandinavia som hålls varje vår och deltagande i World Salsa Championship.

### Öresundsregionen
I Skåne utgör Malmö, Lund och Helsingborg städer med omfattande salsaverksamhet.